# Втрати за номером в/ч (Україна)
У статті описано деталі загибелі бійців військових частин України, повна назва частин яких невідома.

## Поіменні переліки

### А0212
- 11 червня 2024 —Вергун Дмитро Степанович.[1]

### А0296
- 30 січня 2024 — Глушковський Іван. Загинув внаслідок мінометного обстрілу поблизу села Торське на Донеччині.[2]

### А0342
- 27 липня 2024 — Мунтяну Юрій, старший солдат. 48 років.[3]

### А3425
- 27 лютого 2025 — Потапенко Олег Васильович, старший сержант, Стрілець -снайпер. Помер у Хотинській багатопрофільній лікарні.[4]

### А3719
- 28 січня 2024 — Чемляк Олександр Леонідович. Поранений в грудні 2023 року, помер у лікарні.[5]

### А4030
- 1 квітня 2024 — Прядко Ярослав Васильович («Мономах»), старший лейтенант, командир групи. 30.09.1976 р.н. Загинув біля н.п. Уманське, Покровський р-н, Донецької обл.[6]

### А4044
- 22 вересня 2022 — Боженко Віктор Леонідович, солдат. Загинув в районі населеного пункту Весела Долина Донецької області.[7]

### А4548
- 15 липня 2023 — Трофимчук Андрій, командир відділення. Загинув біля Новодонецького Донецької області.[8]

### А4578
- 15 січня 2023 — Цінський Назар, оператор протитанкового комплексу «Стугна». Загинув поблизу с. Красна Гора Донецької області під час танкового обстрілу.[9]

### А4599
- 7 лютого 2023 — Похилінський Олег Володимирович.[10]

### А4626
- 12 листопада 2023 — Мельничук Олександр Сергійович, молодший сержант. Серебрянський ліс, Донецька область.[11]

### А4690
- 19 жовтня 2023 — Бунін Олександр Олександрович, солдат. Загинув в Кринках.[12][13]

### А4723
- 5 серпня 2023 — Шелудько Олексій Леонідович. 24.09.1979, м. Біла Церква. Командир 3-го механізованого батальйону. Загинув в ході рекогностування, потрапивши під мінометний обстріл біля н.п. Берестове Бахмутського району.[14][15]

### А4765
- 25 жовтня 2024 — Барна Іван Миколайович. 3.07.1991, м. Бережани. Загинув поблизу с. Миколаївка Покровського району Донецької області.[16]

### А4784
- 10 січня 2024 — Кулинич Володимир Петрович, командир відділення снайперів 41 окремого стрілецького батальйону. Загинув неподалік населеного пункту Синьківка, Куп'янського району, Харківської області.[17]
- 9 квітня 2025 — Прокоп'як Тарас Романович, солдат, гранатометник. 15.11.1981 р.н. Загинув в районі с. Піщане Покровського району.[18]

### А7014
- 19 лютого 2023 — Сідлецький Олег Анатолійович, солдат. Помер в м. Слов'янськ, Донецька область.[19]

### А7018
- 1 березня 2025 — Шандро Руслан Георгійович. Загинув поблизу селища Черкаське Самарівського району Дніпропетровської області.[20]

### А7083
- 12 березня 2022 — Севрук Олександр Сергійович, старший солдат. Загинув у ході виконання заняття з вогневої підготовки з вогнепальної зброї, під час зміни позиції отримав кульове поранення.[21]